# Kjøpholmen
Kjøpholmen est une île norvégienne du comté de Hordaland appartenant administrativement à Bømlo.

## Description
Rocheuse et couverte d'arbres à l'exception de ses côtes, à fleur d'eau, elle s'étend sur environ 164 m de longueur pour une largeur approximative de 108 m. 